# Sankcja społeczna
Sankcja (funktor normotwórczy) – pojęcie stosowane w socjologii, określające reakcję społeczności na postępowanie jednostki danej zbiorowości. Przybierać może ona formę kary lub nagrody w zależności od funkcjonujących w danej grupie norm i uznawanych wartości.
W zależności od podjętych przez jednostkę działań można wyróżnić:
- sankcje formalne – gdy jednostka narusza normy prawne lub gdy postępuje zgodnie z określonym przepisem prawnym, pozwalającym jej uzyskać nagrodę,
- sankcje nieformalne – sankcje stosowane nieformalnie w zbiorowościach o charakterze wspólnoty w przypadku realizacji bądź łamania norm i wartości przyjętych w zwyczajach,
- sankcje moralne – doznawane przez jednostkę w postaci poczucia winy w momencie uświadomienia sobie rozbieżności między własnym postępowaniem a przyjętymi normami społecznymi zinternalizowanymi w niej w postaci sumienia[1].

## Sankcje formalne
W myśl prawa, sankcją jest:
1. określona w normie prawnej konsekwencja naruszenia przepisów prawa[2]; rozróżnia się m.in.:
  - sankcje karne (np. kara pozbawienia wolności),
  - sankcje egzekucyjne (np. związane z prawem administracyjnym i cywilnym),
  - sankcje nieważności czynności prawnej (np. związane z prawem cywilnym i rodzinnym),
2. nadanie mocy prawnej, zatwierdzenie jakiegoś aktu przez wyższą instancję[3],
3. negatywna reakcja ze strony państwa na złamanie obowiązujących norm prawnych; jest trzecią częścią budowy norm, nie zawsze występującą[potrzebny przypis][4].

Rodzaje sankcji formalnych:
- represyjna (karna, penalna) – polega na pozbawieniu podmiotu ważnych dla niego dóbr,
- egzekucyjna – polega na przymusowym wykonaniu zachowania wymaganego przez normę prawną,
- nieważności (bezskuteczności) – polega na unieważnieniu działań niezgodnych z prawem:
  - ex nunc – unieważnienie od momentu wydania decyzji,
  - ex tunc – unieważnienie od momentu złamania prawa.

## Sankcje nieformalne (rozproszone)
Sankcje nieformalne są stosowane spontanicznie przez zbiorowości, do których należy jednostka. Spotykają się z nimi członkowie małych grup społecznych, takich jak rodzina, grupa rówieśnicza lub koleżeńska, a także mała społeczność lokalna. Jest to m.in. utrata akceptacji lub prestiżu, dezaprobata, odrzucenie lub ośmieszenie.